# Cold Bay
Cold Bay (Udaamagax in Lingua aleutina) è un villaggio dell'Alaska di 127 abitanti.

## Meteorite Cold Bay
Nel 1921 nei pressi di Cold Bay è stato trovato il meteorite Cold Bay: una pallasite del raro tipo ES.